# František Havránek
František Havránek (Bratislava, 11 luglio 1923 – 26 marzo 2011) è stato un allenatore di calcio e calciatore cecoslovacco.

## Palmarès

### Allenatore

#### Club
- Coppa di Cipro: 1

AEL Limassol: 1984-1985
- Supercoppa di Cipro: 1

AEL Limassol: 1985

#### Nazionale
- Oro olimpico: 1

Mosca 1980